# Calma

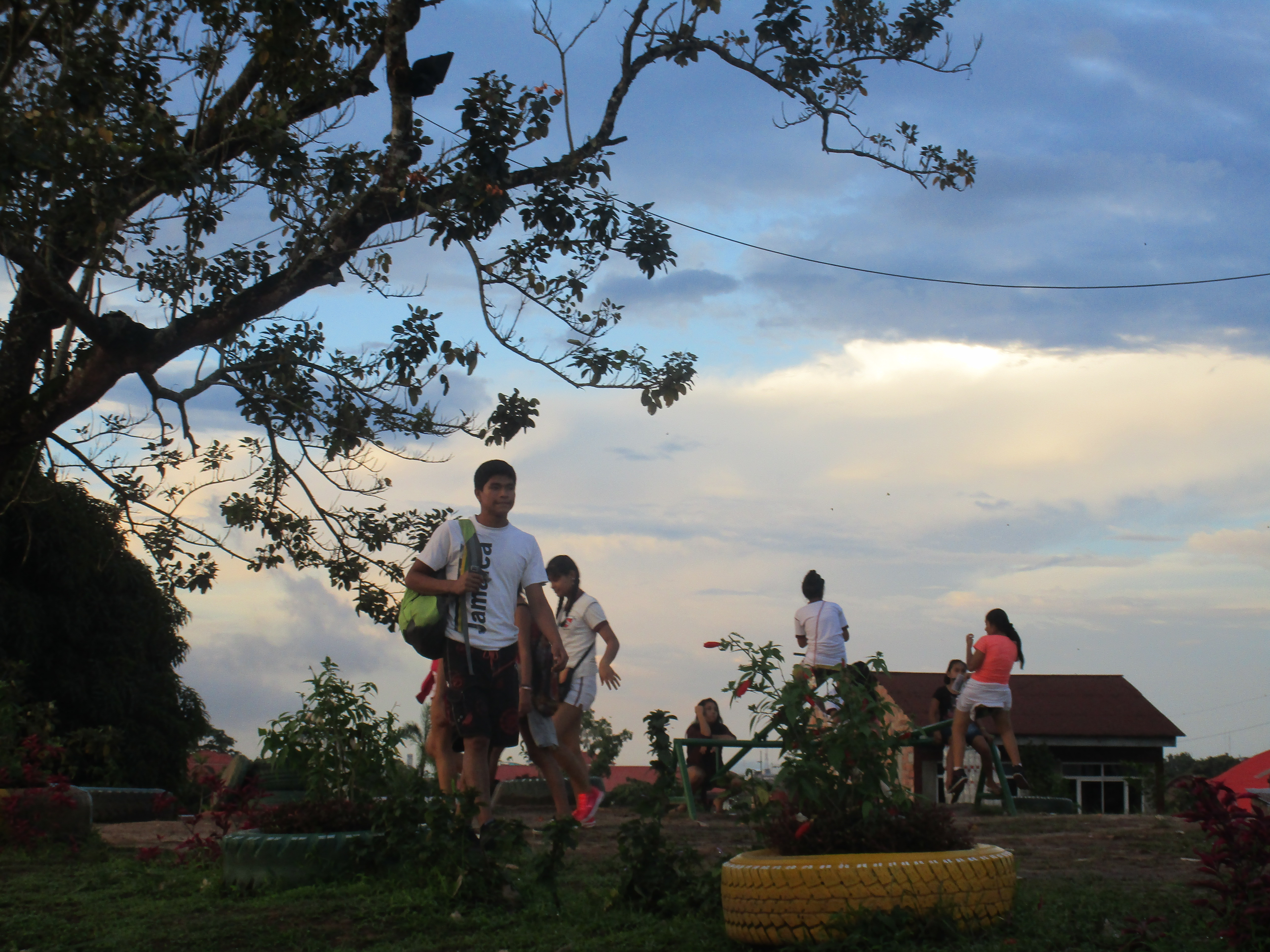
En tiempos de calma, el cielo y el ambiente se encuentra en una aparente armonía.

Calma es el registro de vientos menores a 1 km/h en tierra o menos de una milla náutica/hora (un nudo) en el mar, o la ausencia de todo movimiento perceptible del aire, siempre según la escala de Beaufort.
En este estado, el humo se eleva verticalmente y el efecto sobre la mar es nulo, con lo cual la superficie queda espejada. Cuando la velocidad supera 1 km/h, se habla de ventolina.